# إكلبس
إكلبس (بالإنجليزية: Eclipse) هو بيئة تطوير متكاملة ونظام لإضافة الملحقات حر ومفتوح المصدر. كُتب معظمه بلغة جافا ويمكن استخدامه لتطوير تطبيقات بلغة الجافا، أو بلغات البرمجة التي من بينها أيدا، سي، سي++، كوبول، بيرل، بي إتش بي، بايثون، آر، روبي (بالإضافة إلى نظام روبي أون ريلز)، سكالا، كلوجر، جروفي، وسكيم. كما يمكن استخدامه لتطوير حزمات (Packages) لبرنامج ماثماتيكا. يسمى البرنامج غالباً باسم إكليبس إيه دي تي وهي اختصار للاسم Ada Development Toolkit أي عدة تطوير إيدا, إكليبس سي دي تي لتطوير سي وسي++، إكليبس جاي دي تي لتطوير جافا، وإكليبس پي دي تي لتطوير بي إتش بي.
قاعدة الشفرة (Codebase) الأولية للبرنامج نشأت من برنامج فيجوال ايج. يأتي إكليبس في شكله الافتراضي لمطوري جافا، ويتكون من جاي دي تي. ويمكن للمستخدمين من تمديد إمكانياته عن طريقة إضافة الملحقات التي تمكن إكليبس من تطوير برامج بلغات أخرى.
تم إصدار إكليبس تحت رخصة إكليبس العمومية.

## التاريخ
بدأ إكليبس كمشروع لدى آي بي إم الكندية. طورت شركة اوبجكت تكنولوجي انترناشونال (التي قامت بتسويق عائلة من بيئات فيجوال ايج التطويرية المتكاملة المبنية على سمولتوك) المنتج الجديد كبديل مبني على الجافا.
في نوفمبر 2001, تم إنشاء جمعية لاستمرار تطوير إكليبس كبرنامج مفتوح المصدر. في يناير 2004, تم إنشاء مؤسسة إكليبس.
تم اختيار معايير أو إس جي أي لإصدار إكليبس 3.0 الذي تم إطلاقه في 21 يونيو 2004.

## الإصدارات
منذ عام 2006، تقوم المؤسسة بإصدار نسخ جديدة للبرنامج بشكل سنوي. كل إصدار يحتوي على بيئة إكليبس باللإضافة إلى عدد من مشاريع إكليبس
يتم إطلاق كل نسخة جديدة في نهاية شهر يونيو حتى الآن.
| الإصدار    | التاريخ       | النسخة | المشاريع       |
| ---------- | ------------- | ------ | -------------- |
| إنديغو     | 22 يونيو 2011 | 3.7    | مشاريع إنديغو  |
| هيليوس     | 23 يونيو 2010 | 3.6    | مشاريع هيليوس  |
| جاليليو    | 24 يونيو 2009 | 3.5    | مشاريع جاليليو |
| جانيميد    | 25 يونيو 2008 | 3.4    | مشاريع جانيميد |
| أوروبا     | 29 يونيو 2007 | 3.3    | مشاريع أوروبا  |
| كوليستو    | 30 يونيو 2006 | 3.2    | مشاريع كوليستو |
| إكليبس 3.1 | 28 يونيو 2005 | 3.1    |                |
| إكليبس 3.0 | 21 يونيو 2004 | 3.0    |                |

## الإضافات الممكنة
يمكن توسعة بيئة التطوير لتشمل لغات عدة منها C وC++ وPHP وبايثون وبيرل وكوبول وغيرها.

## وصلات خارجية
- إكلبس على موقع Free Software Directory (الإنجليزية)
- الموقع الرسمي
- مستودع إضافات إكليبس
- موسوعة إكليبس